# Рома (линеен кораб, 1940)
Рома (на италиански: Roma) е италиански линеен кораб от типа „Литорио“ от времето на Втората световна война. Кръстен е в чест на италианската столица Рим. Третият линкор в серията линейни кораби.

## История

### Строителство
Преди 1933 г. Италия не предприема мерки за обновяването на корабите от Военноморските си сили. Едва през 1933 г. два линкора от типа „Конте ди Кавур“ са вкарани за модернизация, а през същата година са заложени и корабите „Литорио“ и „Виторио Венето“. През май 1935 г. Морското министерство на Италия започва да подготвя петилетната програма за строителство на кораби за флота, където влизат и четири линкора, три самолетоносача, четири тежки крайцера, 54 подводни лодки и 40 малки кораба. През декември 1935 г. адмирал Доменико Каваняри отправя молба към Бенито Мусолини да даде разрешение за строителството на още два линкора, опасявайки се от възможно усилване на флотите на Великобритания и Франция. Отначало Мусолини игнорира молбата на Каваняри, но все пак по-късно дава одобрението си за строителството на линкорите. През януари 1937 г. е дадена поръчката за строителството на корабите, които са наречени „Рома“ и „Имперо“.
„Рома“ се строи по подобрен проект. Залагането на кораба е осъществено на 18 септември 1938 г. в корабостроителницата „Кантиери Риунити дел Адриатико“ в Триест, на същия стапел, от който слиза „Виторио Венето“. На 9 юни 1940 г. корабът е спуснат на вода, а в строй влиза на 14 юни 1942 г. В сравнение с „Виторио Венето“ този линкор е подобрен като конструкция: размерът на надводния борд е увеличен, а зенитното въоръжение е допълнително усилено: вместо 24 20-мм/65 оръдия „Бреда“ са поставени 32 такива оръдиял

### Бойна служба
На 21 август 1942 г. „Рома“ пристига в Таранто и влиза в състава на 9-а дивизия. Обаче за кораба катастрофически няма достатъчно гориво, поради което е невъзможно да се проведат даже минималните излизания в морето за бойната подготовка и стоковане на екипажа. Вследствие на това заедно с „Виторио Венето“ и „Литорио“ е принуден да се превърне в плаваща крепост, която да отразява авионападенията на съюзниците над градовете на Италия. Впрочем, „Рома“ на няколко пъти излиза към базите в Неапол и Специя. Към декември 1942 г. Средиземно море вече има такова натрупване на големи сили на съюзниците, че някога страховитите италиански линкори вече не са в състояние да се противопоставят на мощния британски флот. На 6 декември 1942 г. „Рома“, заедно с „Виторио Венето“ и „Литорио“, извършва преход от Таранто към Специя, където става флагмански кораб на Кралския флот. Линкорите са на стоянка в порта през първата половина на 1942 г. и не предприемат каквито и да е активни действия.
На 14 и 19 април 1943 г. „Рома“ е подложен за първи път на мощно авионападение от страна на американците, без да получи повреди. Впрочем, на 5 юни 1943 г. и този линкор не устоява пред авиацията на съюзниците: бомбардировачи B-17 пускат в 13:59 две бронебойни бомби с маса 908 кг всяка. Една от тях пробива палубата на полубака и борда в района на 222-рия шпангоут. Взривявайки се във водата по десния борд, тя поврежда 32 м² от подводния борд: водата прониква в района от 221-вия до 226-ия шпангоути. Втората бомба се взривява във водата по левия борд в района на 200-ия шпангоут и поврежда 30 м² от подводния борд (водата нахлува в района от 198-ия до 207-ия шпангоути). В крайна сметка корабът поема 2350 т задбордна вода, но не потъва само заради това, че бомбите са бронебойни, а не фугасни.
В нощта на 23 по 24 юни още две авиобомби поразяват „Рома“: една пробива юта и предизвиква разрушения в подпалубните помещения, а втората се взривява на челната плоча на третата 381-мм кула, причинявайки на обкръжаващите я конструкции дребни повреди. Повредите се оказват не толкова големи благодарение само на това, че местата на падането на бомбите са доста тежко бронирани. Следствие на всичко това става отплаването на линкора за ремонт в Генуа, където той пристига на 1 юли. В Специя корабът се връща на 13 август.

### Гибелта на линкора
На 9 септември 1943 г., на следващия ден след капитулацията на Италия във Втората световна война, италианските кораби, базиращи се в Специя (в тяхното число влизат линкорите „Рома“, „Виторио Венето“ и „Италия“, крайцерите „Еудженио ди Савоя“, „Раймондо Монтекуколи“ и „Емануеле Филиберто Дука д’Аоста“ и осем разрушителя) отплават, под командването на адмирал Карло Бергамини, от пристанището. Бергамини, се основава на постъпилите малко преди капитулацията заповеди, за атака над кораби на съюзниците югозападно от Апенинския полуостров. Самата капитулация фактически е подписана на 3 септември в Касибиле, при най-висока секретност.
Бергамини има заповед да не тръгва, докато не пристигнат някакви други заповеди. Обаче когато вече корабите са в морето, Бергамини получава съобщение за капитулацията на Италия и призив незабавно да насочи корабите за предаването им към Малта. С голяма неохота той все пак решава да изпълни разпореждането на командването и като начало се насочва към Мадалена (северно от Сардиния). От Генуа допълнително отплават крайцерите „Дука дели Абруци“, „Джузепе Гарибалди“ и „Атилио Реголо“. Когато Бергамини решава да премине през пролива Бонифасио, му съобщават, че Сардиния вече е завзета от немските войски.
Междувременно немските войски се готвят за превземане или в краен случай, за унищожаването на целия италиански флот, за да не премине в ръцете на съюзниците. От летища в южна Франция (Ним Харон и Истър) излитат няколко самолета Dornier Do 217, въоръжени с тежките радиоуправляеми планиращи авиобомби „Фриц-X“. Те засичат италианската ескадра в Сардинския залив, но италианците не откриват огън: първо защото самолетите летят на такава височина, че е невъзможно да се определи тяхната принадлежност по опознавателните знаци; и второ, Бергамини сам, погрешно, счита, че това са самолети на съюзниците, прикриващи ескадрата по въздуха. Обаче в 15:37 по „Италия“ и „Рома“ немците откриват огън. Корабите веднага започват да маневрират, стремейки се да объркат атакуващите самолети. Независимо от това, че първата атака на луфтвафе е провалена, 15 минути по-късно първата бомба поразява борда на „Италия“ до куполните артустановки на главния калибър, а след това още една бомба уцелва и „Рома“.
Първата „Фриц-X“ попада в палубата на полубака по десния борд между 100 и 108 шпангоути, преминава през отсеците на конструктивната подводна защита и се взривява във водата под корпуса на кораба. Взривът води до огромни разрушения в подводната част на линкора, и там започва да навлиза вода. За броени минути тя наводнява кърмовото машинно отделение, третата електростанция, седмо и осмо котелни отделения. Повредите по кабелите предизвикват многобройни къси съединения и запалване на електрооборудване в кърмовата част. Корабът напуска формацията, като рязко забавя скоростта.
В 16:02 линкорът е поразен от втори „фриц“. Това попадение довършва огромния кораб: бомбата го поразява в палубата на полубака по десния борд между 123 и 136 шпангоути, преминава през всички палуби и се взривява в носовото машинно отделение. Започва пожар, който води до детонация на носовата група артилерийски погреби. Огромен форс пламък изкача от барбета на втората 381-мм кула на няколко десетки метра нагоре, а самата кула се откъсва от своето място и излита зад борда. След серия вътрешни взривове корпусът се пречупва в района на носовата надстройка, а линкорът, кренейки се към десния борд, се преобръща и поема към дъното. От 1849 члена на екипажа са спасени едва 596. Според някои данни, на кораба се намират членове на семействата на някои от офицерите на кораба. Линкорът потъва в следните координати: 42°10' северна ширина и 8°40' източна дължина. „Италия“ като по чудо не потъва.
След атаките над тези кораби италианците молят Малта за въздушно прикритие, обаче им е отказано: самолетите на съюзниците в този момент прикриват по въздуха морския десант в Салерно. Командването на флота приема на себе си адмирал Да Зара, който и се опитва да си пробие път към Малта. Крайцерът „Атилио Реголо“, три разрушителя и кораб от съпровождението събират оцелелите моряци от „Рома“ и се насочват към Балеарските острови, в Порт Маон. Останалите кораби се добират до Малта, и скоро адмирал сър Андрю Кънингам изпраща радиограма до Адмиралтейството на Италия, в която съобщава, че италианските кораби са пуснали котва в Ла Валета.

## Статистика на службата
Службата на линкора продължава само 15 месеца. Той така и не изпълнява нито една бойна задача, макар да извършеа 20 излизания в морето. „Рома“ изминава 2492 мили за 133 ходови часа и изразходва 3320 тона гориво. В ремонт престоява 63 дена. През юни 2012 г. подводният робот „Плуто Пала“, разработчик на който е инженер Гидо Гай, открива останките на линкора на 30 км северозападно от Сардиния на дълбочина около един километър.